# دیوید ای. وودلی
دیوید ای. وودلی (انگلیسی: David E. Woodley؛ زادهٔ ۷ دسامبر ۱۹۶۰) بازیگر، بازیگر سینما، و بازیگر تلویزیون اهل استرالیا است.
او بیشتر به خاطر نقش‌هایش در سریال‌های تلویزیونی «نقطه اکو» در نقش هاپر هدلی و «خانه و دوری» در نقش جوئل نش شناخته می‌شود.

## حرفه
او دوران حرفه‌ای کار خود را به عنوان یک بازیگر تئاتر در بریزبن، استرالیا، آغاز کرد. وودلی با گروه تئاتر محلی "گرین اند تونیک" وارد تور بازیگری شد و سپس در نقش‌های دوگانه انکی و اوتنپیشتی، تولید شرکت تئاتر کوئینزلند را به اجرا گذاشت.
وی به باور اینکه بریتانیا بیشترین بازیگران برجسته را تولید می‌کند، به انگلیس مهاجرت کرد تا در زمینه مطالعات دراما در استودیوی دراما سنت کاترین در گیلدفورد، بریتانیا، تحت نظر جون و آدریان کوپر شرکت کند.
بازگشت دیوید ادوین وودلی به استرالیا همراه با تجربه‌های زیادی در زمینه مهارت‌های سوارکاری بود. او به عنوان اسب سوار فعال، در آستانه بازگشت به کشور، در زمینه ایجاد نمایش‌های اسب سواری تحت آموزش ریک آندرسون، یک نمایش اسب سواری زنده در منطقه گلدکوست، شرکت کرد.
وی در سال ۱۹۹۵ پس از به دست آوردن نقش هاپر هدلی به عنوان بازیگر اصلی در درام تلویزیونی شبکه ۱۰ به نام «اکو پوینت»، به سیدنی مهاجرت کرد. این سریال شامل بازیگران همچون رز بیرن (۲۸ هفته بعد) و مارتین هندرسون (حلقه) بود. وودلی سپس به عنوان بازیگر اصلی در سریال معروف و طولانی مدت «خانه و دوری» در سال‌های ۱۹۹۸–۲۰۰۰ به عنوان جوئل نش بازی کرد.
وودلی نقش‌های متعددی را در بسیاری از سریال‌های دراما استرالیایی از جمله در سریال برنده جایزه تلویزیون ABC به نام "ریک"، همچنین در تولیدات آمریکایی مانند "اسپارتاکوس - خدایان ارنا" و "اسطوره جستجوگر". ایفا کرده است.
وودلی نقش «مایک اوانز» را در اولین قسمت از سه‌گانه علمی-تخیلی به نام «مسئله سه جسم» بازی کرده است که اقتباسی است از رمانی با همین نام نوشته لیو سیشین، نویسنده چینی و برنده جایزه هوگو در سال ۲۰۱۵. این فیلم قرار است در سال ۲۰۱۷ منتشر شد.
وودلی دارای مدرک در زمینه تولید فیلم از موسسه SAE سیدنی است.